# Задзики

Герб Кораб.

За́дзики (пол. Zadzik, Zadzikowie) — польський шляхетський рід гербу Кораб. 

## Представники
- Яків Задзик (1584—1642) — великий канцлер коронний (1628—1635), краківський єпископ (1635—1642)